# روی داگلاس
روی داگلاس (انگلیسی: Roy Douglas؛ ‏ ۱۲ دسامبر ۱۹۰۷ – ۲۳ مارس ۲۰۱۵) نوازنده پیانو، آهنگساز، موسیقی‌دان و تنظیم‌کننده اهل بریتانیا بود.
از فیلم‌هایی که وی در آن‌ها نقش داشته‌است، می‌توان به دیک تورپین اشاره نمود.